# فیلم‌های رسمی جام جهانی فوتبال
از سال ۱۹۵۴، فیفا برای هر جام جهانی یک فیلم مستند رسمی می‌سازد. تا سال ۲۰۰۲ از فیلم ۳۵ام‌ام برای فیلمبرداری استفاده می‌شد.

## فهرست
| سال  | کشور میزبان         | عنوان                                                                            | راوی(ها)                               | یادداشت                                                                                 |
| ---- | ------------------- | -------------------------------------------------------------------------------- | -------------------------------------- | --------------------------------------------------------------------------------------- |
| ۱۹۵۴ | سوئیس               | غول‌های آلمانی                                                                    | امیل فرسیل                             | [ ۲ ]                                                                                   |
| ۱۹۵۸ | سوئد                | داخل!                                                                            | هربرت زیمرمن هریبرت میزل هاینز گوتشالک | تولید UFA با تفسیر به زبان آلمانی.                                                      |
| ۱۹۶۲ | شیلی                | زنده باد برزیل                                                                   | جان فسبری آلن گریس                     | [ ۲ ]                                                                                   |
| ۱۹۶۶ | انگلستان            | گل!                                                                              | نیگل پاتریک                            | اولین فیلم جام جهانی با رنگ؛ پوشش تلویزیونی سال ۱۹۶۶ تک رنگ بود.                        |
| ۱۹۷۰ | مکزیک               | جهان در پاهای خود                                                                | پاتریک آلن                             | [ ۲ ] [ ۵ ]                                                                             |
| ۱۹۷۴ | آلمان غربی          | رفتن برای شکوه                                                                   | جاس اکلند                              | [ ۲ ]                                                                                   |
| ۱۹۷۸ | آرژانتین            | قهرمانان                                                                         | استیو هادسن                            | [ ۲ ]                                                                                   |
| ۱۹۸۲ | اسپانیا             | گله!                                                                             | شان کانری                              | [ ۲ ] [ ۶ ]                                                                             |
| ۱۹۸۶ | مکزیک               | قهرمان                                                                           | مایکل کین                              | [ ۲ ] [ ۷ ]                                                                             |
| ۱۹۹۰ | ایتالیا             | ضربه زدن فوتبال                                                                  | ادوارد وودوارد                         | [ ۲ ]                                                                                   |
| ۱۹۹۴ | ایالات متحده آمریکا | دو میلیارد قلب                                                                   | لیف شریبر                              | [ ۲ ] [ ۸ ]                                                                             |
| ۱۹۹۸ | فرانسه              | جام شکوه                                                                         | شان بین                                | [ ۲ ]                                                                                   |
| ۲۰۰۲ | کره جنوبی ژاپن      | هفت بازی از شکوه                                                                 | روبرت پاول                             | [ ۲ ]                                                                                   |
| ۲۰۰۶ | آلمان               | فینال بزرگ                                                                       | پیرس بروسنان                           | انتشار فیلم ویدئویی                                                                     |
| ۲۰۱۰ | آفریقای جنوبی       | فیلم رسمی جام جهانی فوتبال ۲۰۱۰ به صورت سه بعدی (همچنین یک فیلم رسمی: مسابقه ۶۴) | ایان دارک                              | ۶۴ دقیقه دیسک بلو-ری سه بعدی با فیلم از ۲۵ مسابقه پخش به صورت سه بعدی، به علاوه مصاحبه. |
| ۲۰۱۴ | برزیل               | جاده‌ای به سوی ماراکانا: فیلم رسمی جام جهانی فوتبال ۲۰۱۴ برزیل                    |                                        |                                                                                         |
| ۲۰۱۸ | روسیه               | رویاها - فیلم رسمی جام جهانی فوتبال ۲۰۱۸                                         | دامیان لوئیس                           | در آمازون پرایم ویدیو در دسترس است.                                                     |